# Selección de waterpolo masculino de Bélgica
La selección de waterpolo de Bélgica es la selección de waterpolo del país de Bélgica.

## Resultados

### Juegos Olímpicos
- 1900:  Medalla de plata
- 1908:  Medalla de plata
- 1912:  Medalla de bronce
- 1920:  Medalla de plata
- 1924:  Medalla de plata
- 1928: 6.ª plaza
- 1932: No participó
- 1936:  Medalla de bronce
- 1948: 4.ª plaza
- 1952: 6.ª plaza
- 1956: No participó
- 1960: 16.ª plaza
- 1964: 7.ª plaza
- 1968: No participó
- 1972: No participó
- 1976: No participó
- 1980: No participó
- 1984: No participó
- 1988: No participó
- 1992: No participó
- 1996: No participó
- 2000: No participó
- 2004: No participó
- 2008: No participó
- 2012: No participó
- 2016: No participó
- 2020: No participó

### Mundial de natación
- 1973: No participó
- 1975: No participó
- 1978: No participó
- 1982: No participó
- 1986: No participó
- 1991: No participó
- 1994: No participó
- 1998: No participó
- 2001: No participó
- 2003: No participó
- 2005: No participó
- 2007: No participó
- 2009: No participó
- 2011: No participó
- 2013: No participó
- 2015: No participó
- 2017: No participó
- 2019: No participó

### Europeo de waterpolo
- 1926: 4.ª plaza
- 1927:  Medalla de bronce
- 1931: 4.ª plaza
- 1934:  Medalla de bronce
- 1938: 4.ª plaza
- 1947:  Medalla de bronce
- 1950: No participó
- 1954: 9.ª plaza
- 1958: 10.ª plaza
- 1962: 6.ª plaza
- 1966: 10.ª plaza
- 1970: 12.ª plaza
- 1974: No participó
- 1977: No participó
- 1981: No participó
- 1983: No participó
- 1985: No participó
- 1987: No participó
- 1989: No participó
- 1991: No participó
- 1993: No participó
- 1995: No participó
- 1997: No participó
- 1999: No participó
- 2001: No participó
- 2003: No participó
- 2006: No participó
- 2008: No participó
- 2010: No participó
- 2012: No participó
- 2014: No participó
- 2016: No participó
- 2018: No participó
- 2020: No participó